# Capitanía de Itamaracá
La capitanía de Itamaracá fue una de las capitanías hereditarias establecidas por el rey Juan III de Portugal en 1534, con vistas a incrementar el poblamiento y defensa del territorio. Fue donada a Pero Lopes de Sousa. El territorio de la capitanía se extendía desde la línea imaginaria del Tratado de Tordesillas hasta la costa, teniendo 30 leguas de costa. Su límite norte era la bahía de la Traição (Paraíba) y el sur la desembocadura del río Iguaraçu (Pernambuco).
Fuero ciudades capitales de la capitanía Itamaracá y Goiana. Fue originalmente un protectorado ultramarino portugués de extensión longitudinal que iba desde el extremo oriental de la zona continental suramericana a la línea del Tratado de Tordesillas, en tanto al norte se encontraba la capitanía del Río Grande (hoy Río Grande del Norte), de la cual luego fue desmembrada la capitanía de Paraíba o Paraiwa (originalmente Santo Domingo).
Itamaracá fue abandonada por su donatario en 1574 después de una revuelta de los potiguaraa de las márgenes del río Paraíba articulada por traficantes franceses de palo de Brasil (Paubrasilia echinata), destruyendo el Ingenio Tracunhaém de Diogo Dias, tras lo cual fue extinguida. Fue unida luego a la capitanía de Paraíba.

## Ciudades principales
- Goiana: Ubicada en la frontera con la capitanía de Paraíba, fue la sede de la capitanía y pudo prosperar por su mayor distancia en relación con Olinda, ya que tendía a atraer a más colonos e inversiones.
- Igarassu: Ubicada en la frontera con la capitanía de Pernambuco, prosperó precisamente por la mayor proximidad a Olinda.
- Conceição: Fue la primera denominación de la capital de la isla e hito geográfico costero que dio nombre a toda la capitanía. Representaba en inicialmente la ocupación de la capitanía cuando los colonos también temían entrar en el interior continental.